# ألينا كوزيتش
ألينا كوزيتش (بالأوكرانية: Алина Козич) هي لاعبة جمباز فني أوكرانية ولدت في يوم 16 ديسمبر 1987 في كييف، أبرز إنجازاتها هو فوزها بالميدالية الذهبية في بطولة أوروبا للجمباز 2004 وفازت أيضاً بميداليتين فضيتين وميداليتين برونزيتين.